# 24 Horas de Le Mans de 2020

Traçado do Circuito de la Sarthe

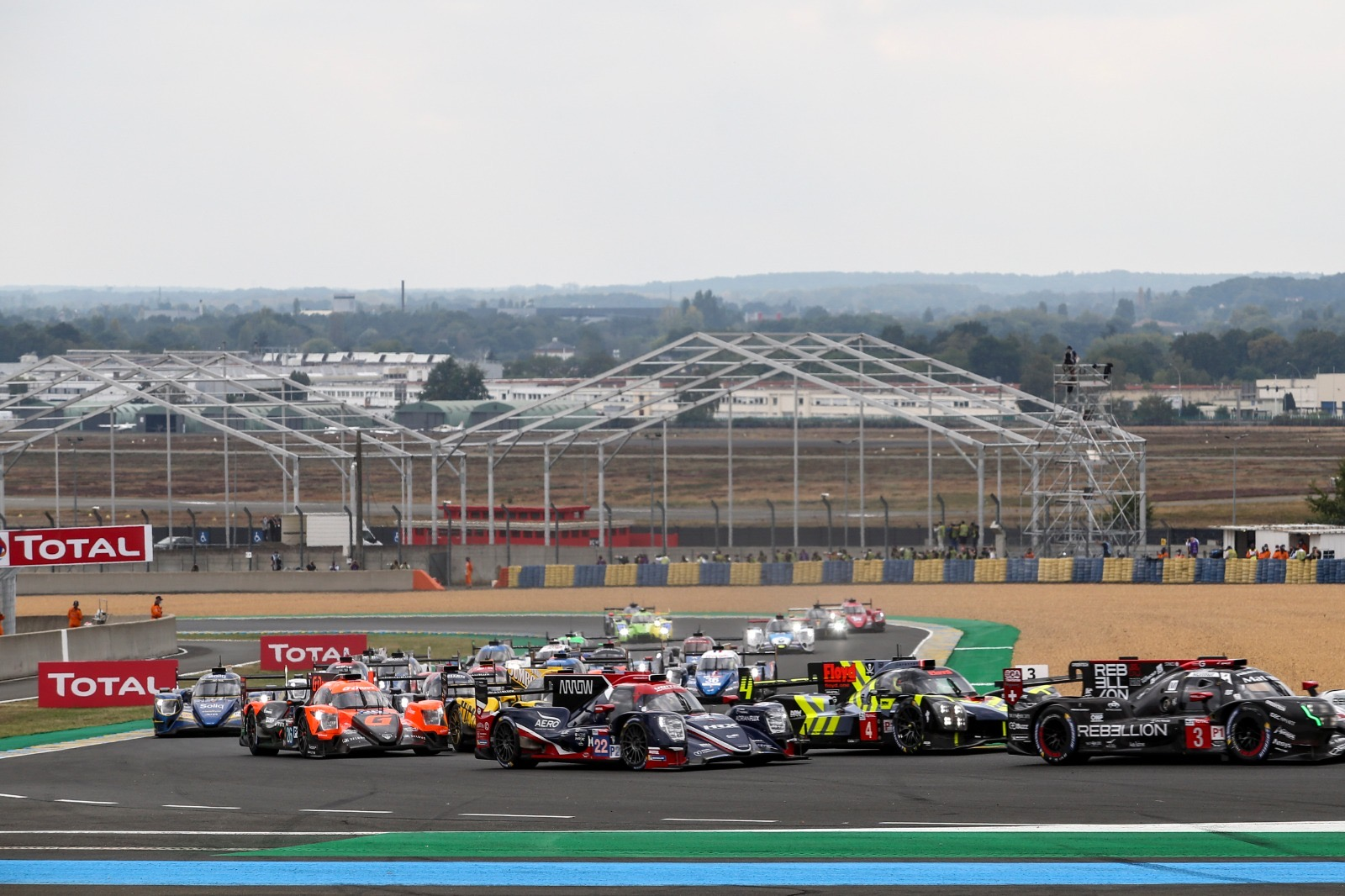
Arranque das 24 Horas de Le Mans de 2020

As 24 Horas de Le Mans de 2020 foi a edição número 88 do evento automobilístico de resistência que originalmente estava marcada para ocorrer entre 13 e 14 de junho, mas que devido à pandemia de COVID-19, foi disputada entre 19 e 20 de setembro de 2020 no Circuito de la Sarthe, Le Mans, França. O evento é organizado pelo Automobile Clube de l'Ouest e é a última jornada da Temporada 2019-20 do Campeonato Mundial de Resistência.
A equipe japonesa Toyota Gazoo Racing com os pilotos Sébastien Buemi, Brendon Hartley e Kazuki Nakajima, venceu a prova depois de completar 387 voltas em pouco mais de 24 horas.
O piloto brasileiro Bruno Senna alcançou a 2° colocação geral na prova , correndo pela equipe privada Rebellion Racing. O brasileiro repetiu o melhor resultado histórico de um piloto brasileiro na clássica prova francesa de endurance, considerando a classificação geral .

## Participantes

### Entradas automáticas
Os convites para inscrições automáticas foram recebidos por equipas que venceram sua classe nas 24 Horas de Le Mans de 2019 ou venceram campeonatos na European Le Mans Series, na Asian Le Mans Series e na Michelin Le Mans Cup. Os segundos colocados na European Le Mans Series nos classes LMP2 e LMGTE também ganharam um convite automático cada. Dois participantes do WeatherTech SportsCar Championship foram escolhidos pela série para serem inscritos automaticamente pelo ACO, independentemente de seu desempenho ou categoria. Como os convites foram concedidos às equipas, elas foram autorizadas a trocar de carro do ano anterior para o seguinte, mas não a mudar de categoria. Os convites da classe LMGTE da European Le Mans Series e da Asian Le Mans Series puderam escolher entre as categorias Pro e Am. O campeão LMP3 (Le Mans Prototype 3) da European Le Mans Series é obrigado a entrar no LMP2, enquanto o campeão da Asian Le Mans Series em LMP3 pode escolher entre LMP2 ou LMGTE Am. O campeão do Michelin Le Mans Cup na categoria GT3 estava limitado à categoria LMGTE Am.
| Razão convite                                  | LMP1                        | LMP2                    | LMGTE Pro             | LMGTE Am       |
| ---------------------------------------------- | --------------------------- | ----------------------- | --------------------- | -------------- |
| 1º nas 24 Horas de Le Mans de 2019             | Toyota Gazoo Racing         | Signatech Alpine Matmut | AF Corse              | Team Project 1 |
| 1º na European Le Mans Series (LMP2 e LMGTE)   |                             | IDEC Sport              | Luzich Racing         | Luzich Racing  |
| 2º na European Le Mans Series (LMP2 e LMGTE)   | G-Drive Racing              | Dempsey-Proton Racing   | Dempsey-Proton Racing |                |
| 1º na European Le Mans Series (LMP3)           | EuroInternational           |                         |                       |                |
| convites da WeatherTech SportsCar Championship | Cameron Cassels             | Richard Heistand        |                       |                |
| 1º na Asian Le Mans Series (LMP2 e GT)         | G-Drive Racing with Algarve | HubAuto Corsa           | HubAuto Corsa         |                |
| 1º na Asian Le Mans Series (LMP2 Am)           | Rick Ware Racing            |                         |                       |                |
| 1º na Asian Le Mans Series (LMP3)              | Nielsen Racing              | – ou –                  | Nielsen Racing        |                |
| 1º na Michelin Le Mans Cup (GT3)               |                             |                         | Kessel Racing         |                |

### Lista de participantes

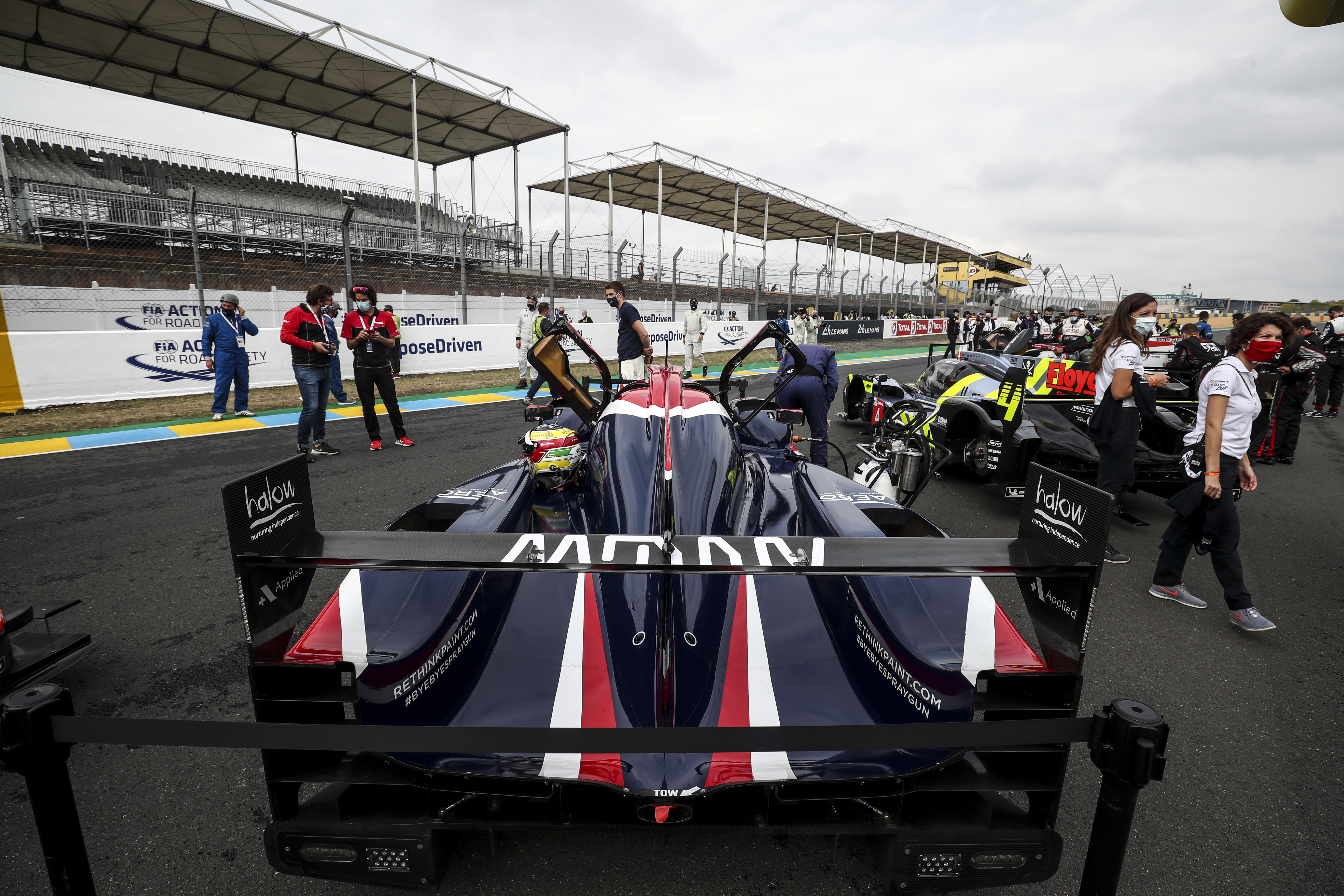
Grelha de partida das 24 Horas de Le Mans de 2020

Pela primeira vez desde meados dos anos 1970 havia duas formações de pilotos femininas, competindo pela Richard Mille Racing Team (LMP2) e Iron Lynx no projeto Iron Dames (LMGTE). Esta foi a primeira vez na corrida que as mulheres correram na classe LMP2. Durante o segundo treino livre, Dwight Merriman dirigindo o carro número 17 da IDEC ORECA-Gibson 07 bateu ao sair das curvas de Porsche. Merriman não foi autorizado pela equipa médica para dirigir, pois sofreu uma lesão nas costas e foi substituído por Patrick Pilet.
A equipa de fábrica de GT da Porsche correu com uma pintura especial para marcar os 50 anos desde a primeira vitória à geral da Porsche em Le Mans.
Pela primeira vez em 20 anos, nenhum Corvette correu em Le Mans, devido à incerteza associada à pandemia de COVID-19 e as dificuldades que acarreta às operações logísticas. Com a saída das equipas de fábrica da Ford e BMW, e com a Porsche a alinhar só com 2 carros, a categoria GTE-Pro viu-se reduzida a apenas 8 carros.
| Icon | Categoria                          |
| ---- | ---------------------------------- |
| WEC  | Campeonato Mundial de Resistência  |
| ELMS | European Le Mans Series            |
| ALMS | Asian Le Mans Series               |
| WTSC | WeatherTech SportsCar Championship |
| 24LM | Apenas 24 Horas de Le Mans         |

| N.º                         | Equipa                      | Chassis e Motor          | Pneu                   | Categoria              | Piloto 1                | Piloto 2                  | Piloto 3                |
| LMP1 (5 participantes)      | LMP1 (5 participantes)      | LMP1 (5 participantes)   | LMP1 (5 participantes) | LMP1 (5 participantes) | LMP1 (5 participantes)  | LMP1 (5 participantes)    | LMP1 (5 participantes)  |
| --------------------------- | --------------------------- | ------------------------ | ---------------------- | ---------------------- | ----------------------- | ------------------------- | ----------------------- |
| 1                           | Rebellion Racing            | Rebellion R13-Gibson     | M                      | WEC                    | Gustavo Menezes         | Norman Nato               | Bruno Senna             |
| 3                           | Rebellion Racing            | Rebellion R13-Gibson     | M                      | 24LM                   | Nathanaël Berthon       | Louis Delétraz            | Romain Dumas            |
| 4                           | ByKolles Racing Team        | ENSO CLM P1/01-Gibson    | M                      | 24LM                   | Tom Dillmann            | Bruno Spengler            | Oliver Webb             |
| 7                           | Toyota Gazoo Racing         | Toyota TS050 Hybrid      | M                      | WEC                    | Mike Conway             | Kamui Kobayashi           | José María López        |
| 8                           | Toyota Gazoo Racing         | Toyota TS050 Hybrid      | M                      | WEC                    | Sébastien Buemi         | Brendon Hartley           | Kazuki Nakajima         |
| LMP2 (24 participantes)     |                             |                          |                        |                        |                         |                           |                         |
| 11                          | Eurointernational           | Ligier JS P217-Gibson    | M                      | ELMS                   | Christophe D'Ansembourg | Erik Maris                | Adrien Tambay           |
| 16                          | G-Drive Racing with Algarve | Aurus 01-Gibson          | G                      | ALMS                   | Ryan Cullen             | Oliver Jarvis             | Nick Tandy              |
| 17                          | IDEC Sport                  | Oreca 07-Gibson          | M                      | ELMS                   | Jonathan Kennard        | Patrick Pilet             | Kyle Tilley             |
| 21                          | DragonSpeed USA             | Oreca 07-Gibson          | M                      | ELMS                   | Timothé Buret           | Juan Pablo Montoya        | Memo Rojas              |
| 22                          | United Autosports           | Oreca 07-Gibson          | M                      | WEC                    | Filipe Albuquerque      | Philip Hanson             | Paul di Resta           |
| 24                          | Nielsen Racing              | Oreca 07-Gibson          | M                      | ALMS                   | Garett Grist            | Alex Kapadia              | Tony Wells              |
| 25                          | Algarve Pro Racing          | Oreca 07-Gibson          | G                      | ELMS                   | John Falb               | Matt McMurry              | Simon Trummer           |
| 26                          | G-Drive Racing              | Aurus 01-Gibson          | M                      | ELMS                   | Roman Rusinov           | Jean-Éric Vergne          | Mikkel Jensen           |
| 27                          | DragonSpeed USA             | Oreca 07-Gibson          | M                      | WTSC                   | Ben Hanley              | Henrik Hedman             | Renger van der Zande    |
| 28                          | IDEC Sport                  | Oreca 07-Gibson          | M                      | ELMS                   | Richard Bradley         | Paul-Loup Chatin          | Paul Lafargue           |
| 29                          | Racing Team Nederland       | Oreca 07-Gibson          | M                      | WEC                    | Frits van Eerd          | Giedo van der Garde       | Nyck de Vries           |
| 30                          | Duqueine Team               | Oreca 07-Gibson          | M                      | ELMS                   | Tristan Gommendy        | Jonathan Hirschi          | Konstantin Tereshchenko |
| 31                          | Panis Racing                | Oreca 07-Gibson          | G                      | ELMS                   | Julien Canal            | Nico Jamin                | Matthieu Vaxiviere      |
| 32                          | United Autosports           | Oreca 07-Gibson          | M                      | ELMS                   | Alex Brundle            | Will Owen                 | Job van Uitert          |
| 33                          | High Class Racing           | Oreca 07-Gibson          | M                      | WEC                    | Anders Fjordbach        | Mark Patterson            | Kenta Yamashita         |
| 34                          | Inter Europol Competition   | Ligier JS P217-Gibson    | M                      | ELMS                   | René Binder             | Jakub Śmiechowski         | Matevos Isaakyan        |
| 35                          | Eurasia Motorsport          | Ligier JS P217-Gibson    | M                      | ALMS                   | Nick Foster             | Roberto Merhi             | Nobuya Yamanaka         |
| 36                          | Signatech Alpine Elf        | Alpine A470-Gibson       | M                      | WEC                    | Thomas Laurent          | André Negrão              | Pierre Ragues           |
| 37                          | Jackie Chan DC Racing       | Oreca 07-Gibson          | G                      | WEC                    | Gabriel Aubry           | Will Stevens              | Ho-Pin Tung             |
| 38                          | Jota Sport                  | Oreca 07-Gibson          | G                      | WEC                    | António Félix da Costa  | Anthony Davidson          | Roberto González        |
| 39                          | SO24-HAS By Graff           | Oreca 07-Gibson          | M                      | ELMS                   | James Allen             | Vincent Capillaire        | Charles Milesi          |
| 42                          | Cool Racing                 | Oreca 07-Gibson          | M                      | WEC                    | Antonin Borga           | Alexandre Coigny          | Nicolas Lapierre        |
| 47                          | Cetilar Racing              | Dallara P217-Gibson      | M                      | WEC                    | Andrea Belicchi         | Roberto Lacorte           | Giorgio Sernagiotto     |
| 50                          | Richard Mille Racing Team   | Oreca 07-Gibson          | M                      | ELMS                   | Tatiana Calderón        | Sophia Flörsch            | Beitske Visser          |
| LMGTE Pro (8 participantes) |                             |                          |                        |                        |                         |                           |                         |
| 51                          | AF Corse                    | Ferrari 488 GTE Evo      | M                      | WEC                    | James Calado            | Alessandro Pier Guidi     | Daniel Serra            |
| 63                          | WeatherTech Racing          | Ferrari 488 GTE Evo      | M                      | WTSC                   | Cooper MacNeil          | Jeff Segal                | Toni Vilander           |
| 71                          | AF Corse                    | Ferrari 488 GTE Evo      | M                      | WEC                    | Sam Bird                | Miguel Molina             | Davide Rigon            |
| 82                          | Risi Competizione           | Ferrari 488 GTE Evo      | M                      | WTSC                   | Sébastien Bourdais      | Jules Gounon              | Olivier Pla             |
| 91                          | Porsche GT Team             | Porsche 911 RSR-19       | M                      | WEC                    | Gianmaria Bruni         | Richard Lietz             | Frédéric Makowiecki     |
| 92                          | Porsche GT Team             | Porsche 911 RSR-19       | M                      | WEC                    | Michael Christensen     | Kévin Estre               | Laurens Vanthoor        |
| 95                          | Aston Martin Racing         | Aston Martin Vantage AMR | M                      | WEC                    | Marco Sørensen          | Nicki Thiim               | Richard Westbrook       |
| 97                          | Aston Martin Racing         | Aston Martin Vantage AMR | M                      | WEC                    | Alex Lynn               | Maxime Martin             | Harry Tincknell         |
| LMGTE Am (22 participantes) |                             |                          |                        |                        |                         |                           |                         |
| 52                          | AF Corse                    | Ferrari 488 GTE Evo      | M                      | ELMS                   | Steffen Görig           | Christoph Ulrich          | Alexander West          |
| 54                          | AF Corse                    | Ferrari 488 GTE Evo      | M                      | WEC                    | Thomas Flohr            | Francesco Castellacci     | Giancarlo Fisichella    |
| 55                          | Spirit of Race              | Ferrari 488 GTE Evo      | M                      | ELMS                   | Duncan Cameron          | Matt Griffin              | Aaron Scott             |
| 56                          | Team Project 1              | Porsche 911 RSR          | M                      | WEC                    | Matteo Cairoli          | Egidio Perfetti           | Larry ten Voorde        |
| 57                          | Team Project 1              | Porsche 911 RSR          | M                      | WEC                    | Jeroen Bleekemolen      | Felipe Fraga              | Ben Keating             |
| 60                          | Iron Lynx                   | Ferrari 488 GTE Evo      | M                      | ELMS                   | Sergio Pianezzola       | Paolo Ruberti             | Claudio Schiavoni       |
| 61                          | Luzich Racing               | Ferrari 488 GTE Evo      | M                      | ELMS                   | Côme Ledogar            | Oswaldo Negri Jr.         | Francesco Piovanetti    |
| 62                          | Red River Sport             | Ferrari 488 GTE Evo      | M                      | WEC                    | Bonamy Grimes           | Charles Hollings          | Johnny Mowlem           |
| 66                          | JMW Motorsport              | Ferrari 488 GTE Evo      | M                      | ELMS                   | Richard Heistand        | Jan Magnussen             | Max Root                |
| 70                          | MR Racing                   | Ferrari 488 GTE Evo      | M                      | WEC                    | Vincent Abril           | Kei Cozzolino             | Takeshi Kimura          |
| 72                          | Hub Auto Corsa              | Ferrari 488 GTE Evo      | M                      | ALMS                   | Tom Blomqvist           | Morris Chen               | Marcos Gomes            |
| 75                          | Iron Lynx                   | Ferrari 488 GTE Evo      | M                      | 24LM                   | Matteo Cressoni         | Rino Mastronardi          | Andrea Piccini          |
| 77                          | Dempsey-Proton Racing       | Porsche 911 RSR          | M                      | WEC                    | Matt Campbell           | Riccardo Pera             | Christian Ried          |
| 78                          | Proton Competition          | Porsche 911 RSR          | M                      | ELMS                   | Michele Beretta         | Horst Felbermayr Jr.      | Max van Splunteren      |
| 83                          | AF Corse                    | Ferrari 488 GTE Evo      | M                      | WEC                    | Emmanuel Collard        | Nicklas Nielsen           | François Perrodo        |
| 85                          | Iron Lynx                   | Ferrari 488 GTE Evo      | M                      | ELMS                   | Rahel Frey              | Michelle Gatting          | Manuela Gostner         |
| 86                          | Gulf Racing                 | Porsche 911 RSR          | M                      | WEC                    | Ben Barker              | Michael Wainwright        | Andrew Watson           |
| 88                          | Dempsey-Proton Racing       | Porsche 911 RSR          | M                      | WEC                    | Dominique Bastien       | Adrien de Leener          | Thomas Preining         |
| 89                          | Team Project 1              | Porsche 911 RSR          | M                      | 24LM                   | Philippe Haezebrouck    | Andreas Laskaratos        | Julien Piguet           |
| 90                          | TF Sport                    | Aston Martin Vantage AMR | M                      | WEC                    | Jonathan Adam           | Charlie Eastwood          | Salih Yoluç             |
| 98                          | Aston Martin Racing         | Aston Martin Vantage AMR | M                      | WEC                    | Paul Dalla Lana         | Augusto Farfus            | Ross Gunn               |
| 99                          | Dempsey-Proton Racing       | Porsche 911 RSR          | M                      | ELMS                   | Julien Andlauer         | Vutthikorn Inthraphuvasak | Lucas Légeret           |
| Fonte:                      |                             |                          |                        |                        |                         |                           |                         |

## Qualificação
Foi introduzido um novo formato de qualificação para de Le Mans, reduzindo a qualificação para duas sessões únicas (anteriormente era constituído por três sessões de qualificação). A sessão de qualificação de 45 minutos no final da tarde de quinta-feira determina a grelha de partida, exceto para os seis primeiros carros de cada categoria que participam numa nova sessão de 30 minutos na manhã de sexta-feira, conhecido como "Hiperpole de Le Mans". A Hiperpole determina a pole position em cada categoria. Os carros forma colocados na grelha por categoria, com todos os LMP1s na frente da grelha, independentemente do tempo da volta, seguidos por LMP2, LMGTE Pro e LMGTE Am. Os carros foram colocados pela seguinte ordem: os 6 carros que se qualificaram para Hiperpole pelo melhor tempo de volta da sessão de Hiperpole, seguidos pelo resto dos carros da classe que não se qualificaram para Hiperpole pelo melhor tempo de volta estabelecido durante a primeira sessão de qualificação .

### Resultados da qualificação
| Pos. | Classe    | N.º | Equipa                    | 1ª sessão | Hiperpole | Pos |
| ---- | --------- | --- | ------------------------- | --------- | --------- | --- |
| 1    | LMP1      | 7   | Toyota Gazoo Racing       | 3:17.089  | 3:15.267  | 1   |
| 2    | LMP1      | 1   | Rebellion Racing          | 3:21.598  | 3:15.822  | 2   |
| 3    | LMP1      | 8   | Toyota Gazoo Racing       | 3:17.336  | 3:16.649  | 3   |
| 4    | LMP1      | 3   | Rebellion Racing          | 3:24.632  | 3:18.330  | 4   |
| 5    | LMP1      | 4   | ByKolles Racing Team      | 3:24.468  | 3:23.043  | 5   |
| 6    | LMP2      | 22  | United Autosports         | 3:27.148  | 3:24.528  | 6   |
| 7    | LMP2      | 26  | G-Drive Racing            | 3:27.366  | 3:24.860  | 7   |
| 8    | LMP2      | 29  | Racing Team Nederland     | 3:26.648  | 3:25.062  | 8   |
| 9    | LMP2      | 33  | High Class Racing         | 3:27.611  | 3:25.426  | 9   |
| 10   | LMP2      | 32  | United Autosports         | 3:27.598  | 3:25.671  | 10  |
| 11   | LMP2      | 37  | Jackie Chan DC Racing     | 3:27.097  | 3:25.785  | 11  |
| 12   | LMP2      | 38  | Jota                      | 3:27.728  |           | 12  |
| 13   | LMP2      | 16  | G-Drive Racing by Algarve | 3:27.767  |           | 13  |
| 14   | LMP2      | 31  | Panis Racing              | 3:27.791  |           | 14  |
| 15   | LMP2      | 36  | Signatech Alpine Elf      | 3:27.794  |           | 15  |
| 16   | LMP2      | 27  | DragonSpeed USA           | 3:27.913  |           | 16  |
| 17   | LMP2      | 42  | Cool Racing               | 3:28.509  |           | 17  |
| 18   | LMP2      | 39  | SO24-Has by Graff         | 3:28.574  |           | 18  |
| 19   | LMP2      | 30  | Duqueine Team             | 3:29.091  |           | 19  |
| 20   | LMP2      | 25  | Algarve Pro Racing        | 3:29.402  |           | 20  |
| 21   | LMP2      | 21  | DragonSpeed USA           | 3:29.741  |           | 21  |
| 22   | LMP2      | 47  | Cetilar Racing            | 3:29.880  |           | 22  |
| 23   | LMP2      | 35  | Eurasia Motorsport        | 3:30.497  |           | 23  |
| 24   | LMP2      | 24  | Nielsen Racing            | 3:30.897  |           | 24  |
| 25   | LMP2      | 50  | Richard Mille Racing Team | 3:31.020  |           | 25  |
| 26   | LMP2      | 34  | Inter Europol Competition | 3:31.393  |           | 26  |
| 27   | LMP2      | 11  | EuroInternational         | 3:33.747  |           | 27  |
| 28   | LMGTE Pro | 91  | Porsche GT Team           | 3:52.036  | 3:50.874  | 28  |
| 29   | LMGTE Pro | 51  | AF Corse                  | 3:51.244  | 3:51.115  | 29  |
| 30   | LMGTE Pro | 95  | Aston Martin Racing       | 3:50.872  | 3:51.241  | 30  |
| 31   | LMGTE Pro | 97  | Aston Martin Racing       | 3:50.925  | 3:51.324  | 31  |
| 32   | LMGTE Pro | 71  | AF Corse                  | 3:51.988  | 3:51.515  | 32  |
| 33   | LMGTE Pro | 92  | Porsche GT Team           | 3:52.142  | 3:51.770  | 33  |
| 34   | LMGTE Pro | 63  | WeatherTech Racing        | 3:52.508  |           | 34  |
| 35   | LMGTE Am  | 61  | Luzich Racing             | 3:53.292  | 3:51.266  | 36  |
| 36   | LMGTE Am  | 77  | Dempsey-Proton Racing     | 3:53.334  | 3:51.322  | 37  |
| 37   | LMGTE Am  | 56  | Team Project 1            | 3:53.598  | 3:51.647  | 38  |
| 38   | LMGTE Am  | 98  | Aston Martin Racing       | 3:52.778  | 3:52.105  | 39  |
| 39   | LMGTE Am  | 90  | TF Sport                  | 3:52.961  | 3:52.299  | 40  |
| 40   | LMGTE Am  | 86  | Gulf Racing               | 3:52.970  | 3:52.346  | 41  |
| 41   | LMGTE Am  | 83  | AF Corse                  | 3:53.621  |           | 42  |
| 42   | LMGTE Am  | 99  | Dempsey-Proton Racing     | 3:53.670  |           | 43  |
| 43   | LMGTE Am  | 57  | Team Project 1            | 3:53.838  |           | 44  |
| 44   | LMGTE Am  | 54  | AF Corse                  | 3:54.144  |           | 45  |
| 45   | LMGTE Am  | 88  | Dempsey-Proton Racing     | 3:54.281  |           | 46  |
| 46   | LMGTE Am  | 70  | MR Racing                 | 3:54.628  |           | 47  |
| 47   | LMGTE Am  | 72  | Hub Auto Racing           | 3:55.308  |           | 48  |
| 48   | LMGTE Am  | 55  | Spirit of Race            | 3:55.772  |           | 49  |
| 49   | LMGTE Am  | 75  | Iron Lynx                 | 3:56.141  |           | 50  |
| 50   | LMGTE Am  | 66  | JMW Motorsport            | 3:56.383  |           | 51  |
| 51   | LMGTE Am  | 78  | Proton Competition        | 3:56.475  |           | 52  |
| 52   | LMGTE Am  | 85  | Iron Lynx                 | 3:56.833  |           | 53  |
| 53   | LMGTE Am  | 60  | Iron Lynx                 | 3:57.876  |           | 54  |
| 54   | LMGTE Am  | 62  | Red River Sport           | 4:00.084  |           | 55  |
| 55   | LMGTE Am  | 89  | Team Project 1            | 4:00.691  |           | 56  |
| -    | LMGTE Pro | 82  | Risi Competizione         | Sem tempo |           | 35  |
| -    | LMGTE Am  | 52  | AF Corse                  | Sem tempo |           | 57  |
| -    | LMP2      | 17  | IDEC Sport                | Sem tempo |           | PL  |
| -    | LMP2      | 28  | IDEC Sport                | Sem tempo |           | PL  |

1. 1 2  Os carros n.º 82 da Risi e n.º 52 da AF Corse tiveram os seus tempos de qualificação anulados após ambas as equipas violarem as regras de parque fechado ao elevarem os carros.[24][25]
2. 1 2  Os carros n.º 17 e 28  da IDEC Oreca irão começar a corrida a partir do pit lane após a conclusão da primeira volta da corrida como consequência de não terem participado na sessão de qualificação.[26]

## Corrida

### Resumo

#### LMP1
A Toyota Gazoo Racing completou um hat-trick de vitórias nas 24 Horas de Le Mans com Kazuki Nakajima, Sebastien Buemi e Brendon Hartley guiando o carro n.º 8 para a vitória.
Foi a terceira vitória consecutiva de Nakajima e Buemi, que triunfaram em 2018 e 2019 ao lado de Fernando Alonso, e a segunda vitória de Hartley, após sua vitória no Porsche em 2017.
Para a Toyota, a edição 2020 sem espectadores, na qual a previsão da ameaça de chuva nunca se materializou, foi outra viagem agridoce na montanha-russa. A equipa de Colónia tirou facilmente as medidas à sua rival, a privada Rebellion, mas pelo terceiro ano consecutivo a equipa do carro número 7 de Kamui Kobayashi, Mike Conway e José Maria Lopez viram a hipótese de vencer em Le Mans desvanecer-se devido a problemas mecânicos.
Durante a longa fase noturna (devido à corrida se ter realizado em setembro e não em junho como habitualmente), a tripulação do carro n.º 7 esteve na garagem por 30 minutos para realizar uma troca de turbo, um problema que foi eventualmente atribuído a um problema no coletor de escape.
Naquele ponto, o carro n.º 7 estava a ponto de conseguir uma volta de avanço depois de uma troca do travão dianteiro direito no Toyota n.º 8, mas então o carro n.º 7 perdeu sete voltas e caiu para quarto atrás dos Rebellions. Posteriormente danos no fundo plano do carro impediram Kobayashi, Conway e Lopez de recuperarem o terreno perdido.
A equipa Rebellion com os seus dois carros teve também alguns problemas, incluindo um nariz que se soltou no Rebellion R-13 n.º 1 e um pit stop lento para o carro n.º 3, mas a equipa suíça recuperou e procurou marcar um pódio duplo na sua despedida de Le Mans (a equipa tinha anunciado que iria abandonar a competição desportiva após a prova).
O Rebellion n.º 1 de Gustavo Menezes, Bruno Senna e Norman Nato terminou em segundo lugar, cinco voltas atrás do Toyota vencedor, mas o carro n.º 3 de Romain Dumas, Nathanael Berthon e Louis Deletraz perdeu um lugar certo no pódio a uma hora do fim depois que Deletraz saiu em Indianápolis e marcou a barreira de pneus com a traseira direita, o que levou a uma paragem de seis minutos para consertar um problema de embraiagem.
O infortúnio tardio da Rebellion entregou ao Toyota n.º 7 o terceiro lugar da geral.
O quinto e último carro de uma classe LMP1 desfalcada, o carro n.º 4 da ByKolles, desistiu na noite de sábado após um despiste de Bruno Spengler nos Esses quando sua asa traseira falhou, levando a mais uma corrida problemática para a equipa privada que também teve problemas no alternador.

#### LMP2

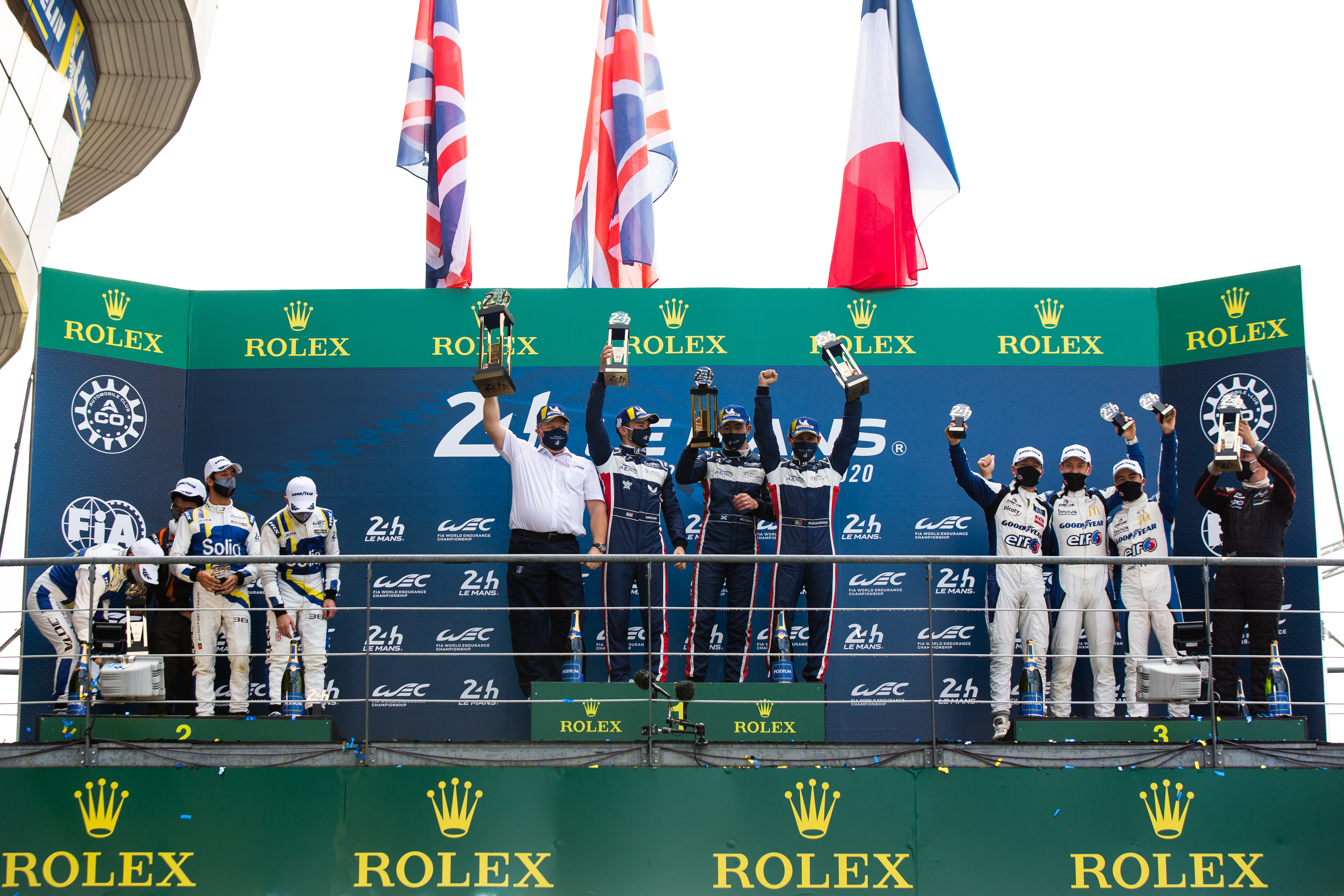
Pódio da categoria LMP2

A batalha de 24 carros na categoria LMP2 foi uma luta muito mais disputada durante a maior parte da corrida, em que a equipa United Autosports levou a melhor.
O Oreca n.º 22 de Paul di Resta, Filipe Albuquerque e Phil Hanson, que partiu da pole, assumiu o controlo quando o carro irmão n.º 32 de Alex Brundle, Job van Uitert e Will Owen teve problemas com uma fuga de óleo na manhã de domingo .
Isso deixou o Oreca n.º 38 da Jota de António Félix da Costa, Anthony Davidson e Roberto Gonzalez no segundo lugar. A tripulação do n.º 38, que teve que fazer uma paragem extra à noite para re-apertar o cinto de segurança (o cinto acabou por se soltar na volta de saída das boxes e o piloto acabou por fazer mais de meia volta em velocidade reduzida por levar o cinto solto), rodou cerca de 1m30s atrás do carro n.º 22 durante a maior parte da manhã.
A batalha pela vitória na classe voltou à vida nas voltas finais, quando ficou claro que Hanson precisaria fazer um splash and dash final (paragem adicional para reabastecimento). Hanson saiu apenas 6 segundos à frente de Davidson, mas ficou aliviado quando Davidson também parou nas boxes a duas voltas do fim.
Hanson levou carro n.º 22 da equipe anglo-americana até à meta, cerca de 40 segundos à frente de Davidson no carro da Jota.
O Aurus n.º 26 da G-Drive de Roman Rusinov, Jean-Eric Vergne e Mikkel Jensen, que foi afectado por problemas elétricos durante a noite, estava a caminho do terceiro lugar no pódio até que Vergne ter que ir às boxes com danos na suspensão na hora final de corrida, caindo para quinto.
O atraso da G-Drive levou o Oreca nº 31 da Panis Racing de Matthieu Vaxiviere, Julien Canal e Nicolas Jamin ao terceiro lugar. Houve mais drama tardio em LMP2, quando James Allen bateu forte nas Curvas Porsche no carro n.º 39 da Graff, que levou o carro n.º 36 da Signatech Alpine para o quarto lugar, apesar de ter sofrido uma fuga de água logo no início da corrida.
Houve um sexto lugar altamente louvável na classe para o Oreca n.º 28 da IDEC Sport, uma equiae que enfrentou uma difícil batalha para reconstruir o carro após um acidente nos treinos livres, falhando a qualificação sendo forçada a partir do pitlane. Seu carro irmão, o n.º 17 enfrentou um destino semelhante e também terminou a corrida.

#### GTE Pro
A batalha GTE Pro de oito carros rapidamente se transformou numa corrida de dois cavalos entre o Ferrari n.º 51 da AF Corse de James Calado, Alessandro Pier Guidi e Daniel Serra e o Aston Martin n.º 97 de Alex Lynn, Maxime Martin e Harry Tincknell.
O Aston n.º 97 manteve uma vantagem confortável sobre o Ferrari ao longo da manhã, com um triunfante Lynn cruzando a linha cerca de 1m40s à frente de seu rival da Ferrari, Calado, para dar à Aston Martin a sua primeira vitória em GTE Pro desde 2017.
Os carros irmãos da Aston Martin e da Ferrari também estavam inicialmente na luta, mas no Ferrari n.º 71 da AF Corse, Sam Bird sofreu um furo na manhã de domingo, que causou estragos na curva traseira direita do 488 GTE e custou três voltas. O segundo Astom, com o n.º 95 também perdeu tempo gradualmente, que começou na noite de sábado, quando foi prejudicado pela entrada do safety car, ficando num grupo diferente dos carros da frente (em Le Mans existe mais do que um safety-car).
O carro dirigido por Marco Sorensen, Nicki Thiim e Richard Westbrook ficou em terceiro. A máquina de Bird, Molina e Rigon estava a caminho da quarta posição até que sofreu uma quebra dramática da caixa de velocidades na última volta. O Ferrari n.º 82 da Risi terminou num distante quarto lugar, já que o Ferrari n.º 71 não terminou classificado.
As duas eequipas de fábrica da Porsche tiveram umas 24 horas desastrosas. Gianmaria Bruni largou da pole com o Porsche 911 RSR-19 n.º 91, que fez a sua estreia em Le Mans, mas imediatamente desistiu da batalha com um problema de aceleração não diagnosticado, que também afetou o carro irmão n.º 92 durante a corrida.
Este último também passou muito tempo na box com um problema na direção hidráulica. O carro n.º 91 terminou em quinto lugar à frente do n.º 92. O carro n.º 63 da Weathertech Racing abandonou depois de Toni Vilander colidir com Nyck de Vries no n.º 29 da Racing Team Nederlands.

#### GTE Am
Em GTE Am o Aston Martin n.º 90 da TF Sport de Jonathan Adam, Charlie Eastwood e Salih Yoluc conseguiu uma vitória confortável, após problemas de suspensão no então líder, o n.º 98 da Aston Martin.
Uma entrada do safety-car perto do final da corrida agrupou os três carros que disputavam as posições restantes do pódio em GTE Am. No Porsche n.º 56 da Team Project 1 Matteo Cairoli tentou segurar o Porsche n.º 77 da Dempsey Proton de Matt Campbell e o Ferrari n.º 83 da AF Corse de Nicklas Nielsen, mas perdeu na segunda chicane Mulsanne e na curva Mulsanne.
Cairoli tentou responder na chicane Ford, mas tocou em Nielsen e se manteve em quarto.
Campbell terminou em segundo no Porsche da Dempsey Proton, à frente da do Ferrari da AF Corse de Nielsen.

### Classificação final
O número mínimo de voltas para um carro se classificar (70% da distância percorrida pelo vencedor) foi de 270 voltas. Os vencedores de cada classe estão a negrito.
| Pos | Classe    | Nº | Equipa                    | Pilotos                                                   | Chassis                       | Pneus | Vol | Tempo/Razão                                  |
| Pos | Classe    | Nº | Equipa                    | Pilotos                                                   | Motor                         | Pneus | Vol | Tempo/Razão                                  |
| --- | --------- | -- | ------------------------- | --------------------------------------------------------- | ----------------------------- | ----- | --- | -------------------------------------------- |
| 1   | LMP1      | 8  | Toyota Gazoo Racing       | Sébastien Buemi Brendon Hartley Kazuki Nakajima           | Toyota TS050 Hybrid           | M     | 387 | 24:01:45.305                                 |
| 1   | LMP1      | 8  | Toyota Gazoo Racing       | Sébastien Buemi Brendon Hartley Kazuki Nakajima           | Toyota 2.4 L Hybrid Turbo V6  | M     | 387 | 24:01:45.305                                 |
| 2   | LMP1      | 1  | Rebellion Racing          | Gustavo Menezes Norman Nato Bruno Senna                   | Rebellion R13                 | M     | 382 | +5 voltas                                    |
| 2   | LMP1      | 1  | Rebellion Racing          | Gustavo Menezes Norman Nato Bruno Senna                   | Gibson GL458 4.5 L V8         | M     | 382 | +5 voltas                                    |
| 3   | LMP1      | 7  | Toyota Gazoo Racing       | Mike Conway Kamui Kobayashi José María López              | Toyota TS050 Hybrid           | M     | 381 | +6 voltas                                    |
| 3   | LMP1      | 7  | Toyota Gazoo Racing       | Mike Conway Kamui Kobayashi José María López              | Toyota 2.4 L Hybrid Turbo V6  | M     | 381 | +6 voltas                                    |
| 4   | LMP1      | 3  | Rebellion Racing          | Nathanaël Berthon Louis Delétraz Romain Dumas             | Rebellion R13                 | M     | 381 | +6 voltas                                    |
| 4   | LMP1      | 3  | Rebellion Racing          | Nathanaël Berthon Louis Delétraz Romain Dumas             | Gibson GL458 4.5 L V8         | M     | 381 | +6 voltas                                    |
| 5   | LMP2      | 22 | United Autosports         | Filipe Albuquerque Philip Hanson Paul di Resta            | Oreca 07                      | M     | 370 | +17 voltas                                   |
| 5   | LMP2      | 22 | United Autosports         | Filipe Albuquerque Philip Hanson Paul di Resta            | Gibson GK428 4.2 L V8         | M     | 370 | +17 voltas                                   |
| 6   | LMP2      | 38 | Jota                      | António Félix da Costa Anthony Davidson Roberto González  | Oreca 07                      | G     | 370 | +17 voltas                                   |
| 6   | LMP2      | 38 | Jota                      | António Félix da Costa Anthony Davidson Roberto González  | Gibson GK428 4.2 L V8         | G     | 370 | +17 voltas                                   |
| 7   | LMP2      | 31 | Panis Racing              | Julien Canal Nico Jamin Matthieu Vaxivière                | Oreca 07                      | G     | 368 | +19 voltas                                   |
| 7   | LMP2      | 31 | Panis Racing              | Julien Canal Nico Jamin Matthieu Vaxivière                | Gibson GK428 4.2 L V8         | G     | 368 | +19 voltas                                   |
| 8   | LMP2      | 36 | Signatech Alpine Elf      | Thomas Laurent André Negrão Pierre Ragues                 | Alpine A470                   | M     | 367 | +20 voltas                                   |
| 8   | LMP2      | 36 | Signatech Alpine Elf      | Thomas Laurent André Negrão Pierre Ragues                 | Gibson GK428 4.2 L V8         | M     | 367 | +20 voltas                                   |
| 9   | LMP2      | 26 | G-Drive Racing            | Mikkel Jensen Roman Rusinov Jean-Éric Vergne              | Aurus 01                      | M     | 367 | +20 voltas                                   |
| 9   | LMP2      | 26 | G-Drive Racing            | Mikkel Jensen Roman Rusinov Jean-Éric Vergne              | Gibson GK428 4.2 L V8         | M     | 367 | +20 voltas                                   |
| 10  | LMP2      | 28 | IDEC Sport                | Richard Bradley Paul-Loup Chatin Paul Lafargue            | Oreca 07                      | M     | 366 | +21 voltas                                   |
| 10  | LMP2      | 28 | IDEC Sport                | Richard Bradley Paul-Loup Chatin Paul Lafargue            | Gibson GK428 4.2 L V8         | M     | 366 | +21 voltas                                   |
| 11  | LMP2      | 25 | Algarve Pro Racing        | John Falb Matt McMurry Simon Trummer                      | Oreca 07                      | G     | 365 | +22 voltas                                   |
| 11  | LMP2      | 25 | Algarve Pro Racing        | John Falb Matt McMurry Simon Trummer                      | Gibson GK428 4.2 L V8         | G     | 365 | +22 voltas                                   |
| 12  | LMP2      | 42 | Cool Racing               | Antonin Borga Alexandre Coigny Nicolas voltaierre         | Oreca 07                      | M     | 365 | +22 voltas                                   |
| 12  | LMP2      | 42 | Cool Racing               | Antonin Borga Alexandre Coigny Nicolas voltaierre         | Gibson GK428 4.2 L V8         | M     | 365 | +22 voltas                                   |
| 13  | LMP2      | 50 | Richard Mille Racing Team | Tatiana Calderón Sophia Flörsch Beitske Visser            | Oreca 07                      | M     | 364 | +23 voltas                                   |
| 13  | LMP2      | 50 | Richard Mille Racing Team | Tatiana Calderón Sophia Flörsch Beitske Visser            | Gibson GK428 4.2 L V8         | M     | 364 | +23 voltas                                   |
| 14  | LMP2      | 47 | Cetilar Racing            | Andrea Belicchi Roberto Lacorte Giorgio Sernagiotto       | Dallara P217                  | M     | 363 | +24 voltas                                   |
| 14  | LMP2      | 47 | Cetilar Racing            | Andrea Belicchi Roberto Lacorte Giorgio Sernagiotto       | Gibson GK428 4.2 L V8         | M     | 363 | +24 voltas                                   |
| 15  | LMP2      | 17 | IDEC Sport                | Jonathan Kennard Patrick Pilet Kyle Tilley                | Oreca 07                      | M     | 363 | +24 voltas                                   |
| 15  | LMP2      | 17 | IDEC Sport                | Jonathan Kennard Patrick Pilet Kyle Tilley                | Gibson GK428 4.2 L V8         | M     | 363 | +24 voltas                                   |
| 16  | LMP2      | 27 | DragonSpeed USA           | Ben Hanley Henrik Hedman Renger van der Zande             | Oreca 07                      | M     | 361 | +26 voltas                                   |
| 16  | LMP2      | 27 | DragonSpeed USA           | Ben Hanley Henrik Hedman Renger van der Zande             | Gibson GK428 4.2 L V8         | M     | 361 | +26 voltas                                   |
| 17  | LMP2      | 32 | United Autosports         | Alex Brundle Will Owen Job van Uitert                     | Oreca 07                      | M     | 359 | +28 voltas                                   |
| 17  | LMP2      | 32 | United Autosports         | Alex Brundle Will Owen Job van Uitert                     | Gibson GK428 4.2 L V8         | M     | 359 | +28 voltas                                   |
| 18  | LMP2      | 35 | Eurasia Motorsport        | Nick Foster Roberto Merhi Nobuya Yamanaka                 | Ligier JS P217                | M     | 351 | +36 voltas                                   |
| 18  | LMP2      | 35 | Eurasia Motorsport        | Nick Foster Roberto Merhi Nobuya Yamanaka                 | Gibson GK428 4.2 L V8         | M     | 351 | +36 voltas                                   |
| 19  | LMP2      | 29 | Racing Team Nederland     | Frits van Eerd Giedo van der Garde Nyck de Vries          | Oreca 07                      | M     | 349 | +38 voltas                                   |
| 19  | LMP2      | 29 | Racing Team Nederland     | Frits van Eerd Giedo van der Garde Nyck de Vries          | Gibson GK428 4.2 L V8         | M     | 349 | +38 voltas                                   |
| 20  | LMGTE Pro | 97 | Aston Martin Racing       | Alex Lynn Maxime Martin Harry Tincknell                   | Aston Martin Vantage AMR      | M     | 346 | +41 voltas                                   |
| 20  | LMGTE Pro | 97 | Aston Martin Racing       | Alex Lynn Maxime Martin Harry Tincknell                   | Aston Martin 4.5 L Turbo V8   | M     | 346 | +41 voltas                                   |
| 21  | LMGTE Pro | 51 | AF Corse                  | James Calado Alessandro Pier Guidi Daniel Serra           | Ferrari 488 GTE Evo           | M     | 346 | +41 voltas                                   |
| 21  | LMGTE Pro | 51 | AF Corse                  | James Calado Alessandro Pier Guidi Daniel Serra           | Ferrari F154CB 3.9 L Turbo V8 | M     | 346 | +41 voltas                                   |
| 22  | LMGTE Pro | 95 | Aston Martin Racing       | Marco Sørensen Nicki Thiim Richard Westbrook              | Aston Martin Vantage AMR      | M     | 343 | +44 voltas                                   |
| 22  | LMGTE Pro | 95 | Aston Martin Racing       | Marco Sørensen Nicki Thiim Richard Westbrook              | Aston Martin 4.5 L Turbo V8   | M     | 343 | +44 voltas                                   |
| 23  | LMGTE Pro | 82 | Risi Competizione         | Sébastien Bourdais Jules Gounon Olivier Pla               | Ferrari 488 GTE Evo           | M     | 339 | +48 voltas                                   |
| 23  | LMGTE Pro | 82 | Risi Competizione         | Sébastien Bourdais Jules Gounon Olivier Pla               | Ferrari F154CB 3.9 L Turbo V8 | M     | 339 | +48 voltas                                   |
| 24  | LMGTE Am  | 90 | TF Sport                  | Jonathan Adam Charlie Eastwood Salih Yoluç                | Aston Martin Vantage AMR      | M     | 339 | +48 voltas                                   |
| 24  | LMGTE Am  | 90 | TF Sport                  | Jonathan Adam Charlie Eastwood Salih Yoluç                | Aston Martin 4.5 L Turbo V8   | M     | 339 | +48 voltas                                   |
| 25  | LMGTE Am  | 77 | Dempsey-Proton Racing     | Matt Campbell Riccardo Pera Christian Ried                | Porsche 911 RSR               | M     | 339 | +48 voltas                                   |
| 25  | LMGTE Am  | 77 | Dempsey-Proton Racing     | Matt Campbell Riccardo Pera Christian Ried                | Porsche 4.0 L Flat-6          | M     | 339 | +48 voltas                                   |
| 26  | LMGTE Am  | 83 | AF Corse                  | Emmanuel Collard Nicklas Nielsen François Perrodo         | Ferrari 488 GTE Evo           | M     | 339 | +48 voltas                                   |
| 26  | LMGTE Am  | 83 | AF Corse                  | Emmanuel Collard Nicklas Nielsen François Perrodo         | Ferrari F154CB 3.9 L Turbo V8 | M     | 339 | +48 voltas                                   |
| 27  | LMGTE Am  | 56 | Team Project 1            | Matteo Carioli Egidio Perfetti Larry ten Voorde           | Porsche 911 RSR               | M     | 339 | +48 voltas                                   |
| 27  | LMGTE Am  | 56 | Team Project 1            | Matteo Carioli Egidio Perfetti Larry ten Voorde           | Porsche 4.0 L Flat-6          | M     | 339 | +48 voltas                                   |
| 28  | LMP2      | 24 | Nielsen Racing            | Garett Grist Alex Kapadia Anthony Wells                   | Oreca 07                      | M     | 338 | +49 voltas                                   |
| 28  | LMP2      | 24 | Nielsen Racing            | Garett Grist Alex Kapadia Anthony Wells                   | Gibson GK428 4.2 L V8         | M     | 338 | +49 voltas                                   |
| 29  | LMGTE Am  | 86 | Gulf Racing               | Benjamin Barker Michael Wainwright Andrew Watson          | Porsche 911 RSR               | M     | 337 | +50 voltas                                   |
| 29  | LMGTE Am  | 86 | Gulf Racing               | Benjamin Barker Michael Wainwright Andrew Watson          | Porsche 4.0 L Flat-6          | M     | 337 | +50 voltas                                   |
| 30  | LMGTE Am  | 66 | JMW Motorsport            | Richard Heistand Jan Magnussen Max Root                   | Ferrari 488 GTE Evo           | M     | 335 | +52 voltas                                   |
| 30  | LMGTE Am  | 66 | JMW Motorsport            | Richard Heistand Jan Magnussen Max Root                   | Ferrari F154CB 3.9 L Turbo V8 | M     | 335 | +52 voltas                                   |
| 31  | LMGTE Pro | 91 | Porsche GT Team           | Gianmaria Bruni Richard Lietz Frédéric Makowiecki         | Porsche 911 RSR-19            | M     | 335 | +52 voltas                                   |
| 31  | LMGTE Pro | 91 | Porsche GT Team           | Gianmaria Bruni Richard Lietz Frédéric Makowiecki         | Porsche 4.2 L Flat-6          | M     | 335 | +52 voltas                                   |
| 32  | LMGTE Am  | 61 | Luzich Racing             | Côme Ledogar Oswaldo Negri Jr. Francesco Piovanetti       | Ferrari 488 GTE Evo           | M     | 335 | +52 voltas                                   |
| 32  | LMGTE Am  | 61 | Luzich Racing             | Côme Ledogar Oswaldo Negri Jr. Francesco Piovanetti       | Ferrari F154CB 3.9 L Turbo V8 | M     | 335 | +52 voltas                                   |
| 33  | LMGTE Am  | 98 | Aston Martin Racing       | Paul Dalla Lana Augusto Farfus Ross Gunn                  | Aston Martin Vantage AMR      | M     | 333 | +54 voltas                                   |
| 33  | LMGTE Am  | 98 | Aston Martin Racing       | Paul Dalla Lana Augusto Farfus Ross Gunn                  | Aston Martin 4.5 L Turbo V8   | M     | 333 | +54 voltas                                   |
| 34  | LMGTE Am  | 85 | Iron Lynx                 | Rahel Frey Michelle Gatting Manuela Gostner               | Ferrari 488 GTE Evo           | M     | 332 | +55 voltas                                   |
| 34  | LMGTE Am  | 85 | Iron Lynx                 | Rahel Frey Michelle Gatting Manuela Gostner               | Ferrari F154CB 3.9 L Turbo V8 | M     | 332 | +55 voltas                                   |
| 35  | LMGTE Pro | 92 | Porsche GT Team           | Michael Christensen Kévin Estre Laurens Vanthoor          | Porsche 911 RSR-19            | M     | 331 | +56 voltas                                   |
| 35  | LMGTE Pro | 92 | Porsche GT Team           | Michael Christensen Kévin Estre Laurens Vanthoor          | Porsche 4.2 L Flat-6          | M     | 331 | +56 voltas                                   |
| 36  | LMGTE Am  | 99 | Dempsey-Proton Racing     | Julien Andlauer Vutthikorn Inthraphuvasak Lucas Légeret   | Porsche 911 RSR               | M     | 331 | +56 voltas                                   |
| 36  | LMGTE Am  | 99 | Dempsey-Proton Racing     | Julien Andlauer Vutthikorn Inthraphuvasak Lucas Légeret   | Porsche 4.0 L Flat-6          | M     | 331 | +56 voltas                                   |
| 37  | LMGTE Am  | 60 | Iron Lynx                 | Sergio Pianazzola Paolo Ruberti Claudio Schiavoni         | Ferrari 488 GTE Evo           | M     | 331 | +56 voltas                                   |
| 37  | LMGTE Am  | 60 | Iron Lynx                 | Sergio Pianazzola Paolo Ruberti Claudio Schiavoni         | Ferrari F154CB 3.9 L Turbo V8 | M     | 331 | +56 voltas                                   |
| 38  | LMGTE Am  | 78 | Proton Competition        | Michele Beretta Horst Felbermayr Jr. Max van Splunteren   | Porsche 911 RSR               | M     | 330 | +57 voltas                                   |
| 38  | LMGTE Am  | 78 | Proton Competition        | Michele Beretta Horst Felbermayr Jr. Max van Splunteren   | Porsche 4.0 L Flat-6          | M     | 330 | +57 voltas                                   |
| 39  | LMGTE Am  | 54 | AF Corse                  | Francesco Castellaci Giancarlo Fisichella Thomas Flohr    | Ferrari 488 GTE Evo           | M     | 330 | +57 voltas                                   |
| 39  | LMGTE Am  | 54 | AF Corse                  | Francesco Castellaci Giancarlo Fisichella Thomas Flohr    | Ferrari F154CB 3.9 L Turbo V8 | M     | 330 | +57 voltas                                   |
| 40  | LMGTE Am  | 57 | Team Project 1            | Jeroen Bleekemolen Felipe Fraga Ben Keating               | Porsche 911 RSR               | M     | 326 | +61 voltas                                   |
| 40  | LMGTE Am  | 57 | Team Project 1            | Jeroen Bleekemolen Felipe Fraga Ben Keating               | Porsche 4.0 L Flat-6          | M     | 326 | +61 voltas                                   |
| 41  | LMGTE Am  | 62 | Red River Racing          | Bonamy Grimes Charles Hollings Johnny Mowlem              | Ferrari 488 GTE Evo           | M     | 325 | +62 voltas                                   |
| 41  | LMGTE Am  | 62 | Red River Racing          | Bonamy Grimes Charles Hollings Johnny Mowlem              | Ferrari F154CB 3.9 L Turbo V8 | M     | 325 | +62 voltas                                   |
| 42  | LMP2      | 34 | Inter Europol Competition | René Binder Matevos Isaakyan Jakub Śmiechowski            | Ligier JS P217                | M     | 316 | +71 voltas                                   |
| 42  | LMP2      | 34 | Inter Europol Competition | René Binder Matevos Isaakyan Jakub Śmiechowski            | Gibson GK428 4.2 L V8         | M     | 316 | +71 voltas                                   |
| 43  | LMGTE Am  | 89 | Team Project 1            | "Steve Brooks" Andreas Laskaratos Julien Piguet           | Porsche 911 RSR               | M     | 313 | +74 voltas                                   |
| 43  | LMGTE Am  | 89 | Team Project 1            | "Steve Brooks" Andreas Laskaratos Julien Piguet           | Porsche 4.0 L Flat-6          | M     | 313 | +74 voltas                                   |
| NC  | LMGTE Pro | 71 | AF Corse                  | Sam Bird Miguel Molina Davide Rigon                       | Ferrari 488 GTE Evo           | M     | 340 | Não classificado (Não completou volta final) |
| NC  | LMGTE Pro | 71 | AF Corse                  | Sam Bird Miguel Molina Davide Rigon                       | Ferrari F154CB 3.9 L Turbo V8 | M     | 340 | Não classificado (Não completou volta final) |
| NC  | LMGTE Am  | 88 | Dempsey-Proton Racing     | Dominique Bastien Adrien de Leener Thomas Preining        | Porsche 911 RSR               | M     | 238 | Não classificado (Distância insuficiente)    |
| NC  | LMGTE Am  | 88 | Dempsey-Proton Racing     | Dominique Bastien Adrien de Leener Thomas Preining        | Porsche 4.0 L Flat-6          | M     | 238 | Não classificado (Distância insuficiente)    |
| DNF | LMP2      | 39 | SO24-Has by Graff         | James Allen Vincent Capillaire Charles Milesi             | Oreca 07                      | M     | 357 | Colisão                                      |
| DNF | LMP2      | 39 | SO24-Has by Graff         | James Allen Vincent Capillaire Charles Milesi             | Gibson GK428 4.2 L V8         | M     | 357 | Colisão                                      |
| DNF | LMGTE Am  | 72 | Hub Auto Racing           | Tom Blomqvist Morris Chen Marcos Gomes                    | Ferrari 488 GTE Evo           | M     | 273 | Motor                                        |
| DNF | LMGTE Am  | 72 | Hub Auto Racing           | Tom Blomqvist Morris Chen Marcos Gomes                    | Ferrari F154CB 3.9 L Turbo V8 | M     | 273 | Motor                                        |
| DNF | LMGTE Am  | 75 | Iron Lynx                 | Matteo Cressoni Rino Mastronardi Andrea Piccini           | Ferrari 488 GTE Evo           | M     | 211 | Incêndio                                     |
| DNF | LMGTE Am  | 75 | Iron Lynx                 | Matteo Cressoni Rino Mastronardi Andrea Piccini           | Ferrari F154CB 3.9 L Turbo V8 | M     | 211 | Incêndio                                     |
| DNF | LMP2      | 21 | DragonSpeed USA           | Timothé Buret Juan Pablo Montoya Memo Rojas               | Oreca 07                      | M     | 192 | Princípio incêndio                           |
| DNF | LMP2      | 21 | DragonSpeed USA           | Timothé Buret Juan Pablo Montoya Memo Rojas               | Gibson GK428 4.2 L V8         | M     | 192 | Princípio incêndio                           |
| DNF | LMGTE Pro | 63 | WeatherTech Racing        | Cooper MacNeil Jeff Segal Toni Vilander                   | Ferrari 488 GTE Evo           | M     | 185 | Colisão                                      |
| DNF | LMGTE Pro | 63 | WeatherTech Racing        | Cooper MacNeil Jeff Segal Toni Vilander                   | Ferrari F154CB 3.9 L Turbo V8 | M     | 185 | Colisão                                      |
| DNF | LMGTE Am  | 70 | MR Racing                 | Vincent Abril Kei Cozzolino Takeshi Kimura                | Ferrari 488 GTE Evo           | M     | 172 | Suspensão                                    |
| DNF | LMGTE Am  | 70 | MR Racing                 | Vincent Abril Kei Cozzolino Takeshi Kimura                | Ferrari F154CB 3.9 L Turbo V8 | M     | 172 | Suspensão                                    |
| DNF | LMP2      | 16 | G-Drive Racing by Algarve | Ryan Cullen Oliver Jarvis Nick Tandy                      | Aurus 01                      | G     | 105 | Av. Eléctrica                                |
| DNF | LMP2      | 16 | G-Drive Racing by Algarve | Ryan Cullen Oliver Jarvis Nick Tandy                      | Gibson GK428 4.2 L V8         | G     | 105 | Av. Eléctrica                                |
| DNF | LMP2      | 30 | Duqueine Team             | Tristan Gommendy Jonathan Hirschi Konstantin Tereshchenko | Oreca 07                      | M     | 100 | Colisão                                      |
| DNF | LMP2      | 30 | Duqueine Team             | Tristan Gommendy Jonathan Hirschi Konstantin Tereshchenko | Gibson GK428 4.2 L V8         | M     | 100 | Colisão                                      |
| DNF | LMP1      | 4  | ByKolles Racing Team      | Tom Dillmann Bruno Spengler Oliver Webb                   | ENSO CLM P1/01                | M     | 97  | Carroceria                                   |
| DNF | LMP1      | 4  | ByKolles Racing Team      | Tom Dillmann Bruno Spengler Oliver Webb                   | Gibson GL458 4.5 L V8         | M     | 97  | Carroceria                                   |
| DNF | LMP2      | 33 | High Class Racing         | Anders Fjordbach Mark Patterson Kenta Yamashita           | Oreca 07                      | M     | 88  | Caixa de velocidades                         |
| DNF | LMP2      | 33 | High Class Racing         | Anders Fjordbach Mark Patterson Kenta Yamashita           | Gibson GK428 4.2 L V8         | M     | 88  | Caixa de velocidades                         |
| DNF | LMGTE Am  | 52 | AF Corse                  | Steffen Görig Christoph Ulrich Alexander West             | Ferrari 488 GTE Evo           | M     | 80  | Colisão                                      |
| DNF | LMGTE Am  | 52 | AF Corse                  | Steffen Görig Christoph Ulrich Alexander West             | Ferrari F154CB 3.9 L Turbo V8 | M     | 80  | Colisão                                      |
| DNF | LMGTE Am  | 55 | Spirit of Race            | Duncan Cameron Matt Griffin Aaron Scott                   | Ferrari 488 GTE Evo           | M     | 78  | Danos causados por furo                      |
| DNF | LMGTE Am  | 55 | Spirit of Race            | Duncan Cameron Matt Griffin Aaron Scott                   | Ferrari F154CB 3.9 L Turbo V8 | M     | 78  | Danos causados por furo                      |
| DNF | LMP2      | 11 | EuroInternational         | Christophe d'Ansembourg Erik Maris Adrien Tambay          | Ligier JS P217                | M     | 26  | Alternador                                   |
| DNF | LMP2      | 11 | EuroInternational         | Christophe d'Ansembourg Erik Maris Adrien Tambay          | Gibson GK428 4.2 L V8         | M     | 26  | Alternador                                   |
| DSQ | LMP2      | 37 | Jackie Chan DC Racing     | Gabriel Aubry Will Stevens Ho-Pin Tung                    | Oreca 07                      | G     | 141 | Desqualificado                               |
| DSQ | LMP2      | 37 | Jackie Chan DC Racing     | Gabriel Aubry Will Stevens Ho-Pin Tung                    | Gibson GK428 4.2 L V8         | G     | 141 | Desqualificado                               |

- Notas:

1. ↑  O carro nº 42 da Cool Racing Oreca-Gibson foi penalizado em 2 minutos 3.880 segundos por Alexandre Coigny ter excedido o tempo máximo de condução de 4 horas num período de 6 horas. A penalização fez o carro baixar uma posição na classificação.[31]
2. ↑  O carro nº 34 da Inter Europol Ligier-Gibson foi penalizado em 9 voltas mais 56 segundos por René Binder não ter completado o mínimo de 6 horas de tempo de condução. A penalização fez o carro descer uma posição na classificação.[32]
3. ↑  O carro nº 37 da Jackie Chan DC Racing Oreca foi desqualificado por receber assistência externa para reparações enquanto o carro estava parado na pista.[33]